# Робак, Элли
Элли Робак (англ. Ellie Roebuck; род. 23 сентября 1999, Шеффилд, Йоркшир и Хамбер) — английская футболистка, вратарь испанского клуба «Барселона», национальной сборной Англии и олимпийской сборной Великобритании.

## Клубная карьера

### Шеффилд Юнайтед
Родившаяся в Шеффилде Элли Робак до 2015 года занималась футболом в центре подготовки местного «Шеффилд Юнайтед», пока в 15-летнем возрасте не была зачислена в академию «Манчестер Сити».

### Манчестер Сити
В январе 2018 года Робак подписала свой первый профессиональный контракт с «Манчестер Сити», а уже спустя несколько дней дебютировала на взрослом уровне, выйдя на замену в матче чемпионата Англии против «Челси» вместо получившей в начале игры травму Карен Бардсли и сохранив свои ворота в неприкосновенности. В мае 2019 года футболистка, выигравшая с командой Кубок Англии и Кубок Лиги, продлила контракт с «Манчестер Сити» ещё на два года.
По окончании сезона 2019/20 проведшая 10 из 16 матчей чемпионата «на ноль» Робак была удостоена приза «Золотая перчатка».
В мае 2024 было объявлено, что Элли покинет клуб по окончании сезона 2023/24.

### Барселона
В июле 2024 Робак подписала двухлетний контракт с испанской «Барселоной».

## Карьера в сборной

### Молодёжная сборная Англии
В 2018 году Робак была включена в заявку сборной Англии до 20 лет на молодёжный чемпионат мира. Несмотря на то, что в ходе турнира не приняла участие ни в одном из матчей своей команды, она стала бронзовым призёром мундиаля.

### Сборная Англии
В октябре 2018 года Элли Робак была вызвана главным тренером основной английской сборной Филом Невиллом на подготовительный сбор. В товарищеском матче против Австрии, состоявшемся 8 ноября 2018 года, вратарь провела свой первый матч в футболке национальной команды, выйдя на замену на 79-й минуте.

### Сборная Великобритании
27 мая 2021 года было объявлено о включении Робак в состав сборной Великобритании для участия в летних Олимпийских играх 2020, прошедших из-за пандемии COVID-19 в июле—августе 2021 года. На Олимпиаде британки дошли лишь до четвертьфинала; Робак приняла участие во всех четырёх поединках своей команды без замен.

## Статистика выступлений

### Клубная статистика
| Клуб             | Сезон            | Лига | Лига | Лига  | Кубок | Кубок | Кубок | Кубок лиги | Кубок лиги | Кубок лиги | Лига чемпионов | Лига чемпионов | Лига чемпионов | Суперкубок страны | Суперкубок страны | Суперкубок страны | Итого | Итого | Итого |
| Клуб             | Сезон            | Игры | Голы | Сухие | Игры  | Голы  | Сухие | Игры       | Голы       | Сухие      | Игры           | Голы           | Сухие          | Игры              | Голы              | Сухие             | Игры  | Голы  | Сухие |
| ---------------- | ---------------- | ---- | ---- | ----- | ----- | ----- | ----- | ---------- | ---------- | ---------- | -------------- | -------------- | -------------- | ----------------- | ----------------- | ----------------- | ----- | ----- | ----- |
| Манчестер Сити   | 2016             | 1    | -0   | 1     | 0     | -0    | 0     | 0          | -0         | 0          | 0              | -0             | 0              | -                 | -                 | -                 | 1     | -0    | 1     |
| Манчестер Сити   | 2017             | 3    | -2   | 1     | 0     | -0    | 0     | 0          | -0         | 0          | 0              | -0             | 0              | -                 | -                 | -                 | 3     | -2    | 1     |
| Манчестер Сити   | 2017/18          | 11   | -11  | 5     | 4     | -5    | 1     | 1          | -1         | 0          | 5              | -4             | 3              | -                 | -                 | -                 | 21    | -21   | 9     |
| Манчестер Сити   | 2018/19          | 15   | -13  | 5     | 1     | -0    | 1     | 1          | -0         | 1          | 0              | -0             | 0              | -                 | -                 | -                 | 17    | -13   | 7     |
| Манчестер Сити   | 2019/20          | 16   | -9   | 10    | 1     | -2    | 0     | 5          | -6         | 1          | 4              | -4             | 1              | -                 | -                 | -                 | 26    | -21   | 12    |
| Манчестер Сити   | 2020/21          | 20   | -12  | 11    | 1     | -0    | 1     | 0          | -0         | 0          | 5              | -4             | 2              | 1                 | -2                | 0                 | 27    | -18   | 14    |
| Манчестер Сити   | 2021/22          | 10   | -3   | 8     | 5     | -5    | 2     | 2          | -1         | 1          | 0              | -0             | 0              | -                 | -                 | -                 | 17    | -9    | 11    |
| Манчестер Сити   | 2022/23          | 17   | -19  | 5     | 2     | -2    | 1     | 1          | -0         | 1          | 2              | -1             | 1              | -                 | -                 | -                 | 22    | -22   | 8     |
| Манчестер Сити   | Итого            | 93   | -69  | 46    | 14    | -14   | 6     | 10         | -8         | 4          | 16             | -13            | 7              | 1                 | -2                | 0                 | 134   | -106  | 63    |
| Всего за карьеру | Всего за карьеру | 93   | -69  | 46    | 14    | -14   | 6     | 10         | -8         | 4          | 16             | -13            | 7              | 1                 | -2                | 0                 | 134   | -106  | 63    |